# Bei Ling
Bei Ling, född 28 december 1959 i Peking, är en kinesisk poet, journalist och dissident.
Bei Ling kom till USA som utbytesstudent vid Brown University. Efter protesterna och massakern på Himmelska fridens torg 1989 startade han tidskriften Tendency i Boston där han kritiserade den kinesiska regimen. Vid ett besök i Peking år 2000 arresterades han under fjorton dagar för "olagliga publikationer". Efter internationella protester släpptes han men bötfälldes och deporterades. 
År 2001 bildade han den kinesiska PEN-klubben tillsammans med Liu Xiaobo. Efter att Liu Xiabo tilldelats Nobels fredspris  publicerade Bei Ling en biografi om honom som utgivits på tyska under titeln Der Freiheit geopfert - Die biographie des friedensnobelpristrägers Liu Xiabo (2010). 
2012 kritiserade Bei Ling Bokmässan i London för att inte ha bjudit in några kinesiska exil- eller dissidentförfattare.